# Eichhornia
Genre
Classification APG II (2003)
Eichhornia est un genre de plantes herbacées aquatiques de la famille des Pontederiaceae.

## Liste d'espèces
- Eichhornia azurea Kunth, 1843
- Eichhornia crassipes (Mart.) Solms, 1883 - la jacinthe d'eau
- Eichhornia diversifolia
- Eichhornia martiana
- Eichhornia natans Solms, 1882
- Eichhornia paniculata
- Eichhornia speciosa